# Luis Palacín
Luis Palacín Gómez (Valladolid, 21 de junho de 1927 – Goiânia, 28 de abril de 1998) foi um historiador hispano-brasileiro cuja obra foi dedicada à história dos estados brasileiros de Goiás e do Tocantins. É constantemente referido como tendo sido o primeiro investigador a fazer uso do método histórico para a reconstrução da história de Goiás e do Tocantins. Segundo Arrais & Sandes (2018), essa afirmação, porém, é imprecisa visto que a historiografia goiana registra diversos outros escritores que construíram obras historiográficas de relevo e metodológicamente assentadas, como José Martins Pereira de Alencastre e Americano do Brasil. . 
Filho de Agustín Palacín e Adelina Gómez, bacharelou-se em filosofia e teologia na Universidade de Comillas, e em história, na Universidade de Santiago de Compostela. Doutorou-se em história na Universidade de Madrid.
Transferiu-se para Goiânia em 1960, depois de ter sido ordenado sacerdote da Companhia de Jesus em São Leopoldo. Foi professor da Universidade Federal de Goiás. Possuía nacionalidade brasileira.[carece de fontes?].

## Principais escritos
- (1972). Goiás 1722/1822. Estrutura e conjuntura numa capitania de minas. Goiânia: Oriente, 169 pp.
- (1981). Sociedade colonial, 1549 a 1599. Goiânia: Ed. UFG, 336 pp.
- (1983). Subversão e corrupção. Um estudo da administração pombalina em Goiás. Goiânia: Ed. UFG.
- (1990). Coronelismo no extremo Norte de Goiás: O Padre João e as três revoluções de Boa Vista. Goiânia: Ed. UFG, 245 pp.

Ver também
- SILVA, Rogério Chaves da (2006). O Jesuíta e o Historiador: a produção historiográfica de Luis Palacín sob o prisma da matriz disciplinar de Jörn Rüsen. Dissertação de Mestrado. Goiânia: Universidade Federal de Goiás. Programa de Pós-Graduação em História.